# Тревизо
Тревѝзо (на италиански: Treviso) е град и община в Североизточна Италия. Намира се в област Венето, административен център на едноименната провинция Тревизо. Разположен е около мястото на сливане на реките Силе и Ботанега. ЖП и шосеен транспортен възел. Население 82 535 жители към 30 ноември 2012 г.
Тревизо е известен с производството си на пенливото вино просеко, и се смята, че е родно място на популярния десерт тирамису.

## Икономика
Тревизо е дом на световноизвестни компании като Benetton Group (облекло), De'Longhi (битова техника), Diadora, Лото Спорт Италия. На три километра западно от града е разположено летището Тревизо-Сант Анджело, използвано от много нискотарифни авиокомпании.

## Спорт
Представителният футболен отбор на града носи името Тревизо Футбол Клуб 1993.

## Личности
- Родени в Тревизо
  - Лучано Бенетон (р. 1935), италиански политик и бизнесмен
- Починали в Тревизо
  - Джакопо Рикати (1676 – 1754), италиански математик